# Bell End
Bell End – wieś w Anglii, w hrabstwie Worcestershire, w dystrykcie Bromsgrove. Leży 25 km na północ od miasta Worcester i 167 km na północny zachód od Londynu.